# 高倉民夫
高倉 民夫（たかくら たみお、1945年10月31日 - ）は、日本の実業家。ジェーシービー代表取締役社長や、同社代表取締役会長、日本クレジットカード協会会長を務めた。

## 人物・経歴
大阪府生まれ。1968年神戸大学経営学部卒業、三和銀行（現三菱UFJ銀行）入行。1998年常務。2000年専務。2006年ジェーシービー副社長。2007年からジェーシービー社長を務め、アジアでの加盟店開拓を行うなど海外事業の強化を進めた。2010年ジェーシービー会長。